# Игуманија Марјамија (Гавриловић)
Марјамија (световно Љубица Гавриловић; Горњи град код Земуна, 1. мај 1919 — Манастир Каленић, 3. март 2000) била је православна монахиња и схи-игуманија Манастира Каленића.

## Биографија
Игуманија Марјамија (Гавриловић) рођена је 1. маја 1919. године у Горњем граду код Земуна, у породици побожних родитеља Димитрија и Наде у монаштву (монахиње Теофаније). На крштењу је добила име Љубица. Основно образовање стекла је у свом родном месту а потом и Средњу грађевинску школу.
Благословом својих родитеља ступа 28. августа 1938. године у Манастир Кувеждин на Фрушкој гори, код игуманије Меланије (Кривокућанин). У Манастир Каленић код Рековца, долази 1953. године заједно са игуманијом Евпраксијом. Замонашена је у чин расе и камилавке 17. септембра 1953. године у Каленићу, од стране епископа шумадијскога Валеријана Стефановића добивши монашко име Тајса, наредне 1954. године примила је малу схиму са новим именом Марјамија.
Након упокојења игуманије Манастира Каленића мати Евпраксије 10. јануара 1987. године одлуком епископа шумадијскога Саве Вуковића произведена је у чин игуманије. Велику схиму је добила 16. новембра 1999. године у Манастиру Каленићу од стране владике Саве.
Упокојила се у Господу 10. марта 2000. године у Манастиру Каленићу где је била на челу 15. година. Сахрањена је на монашком гробљу.